# Pir Panjal
Pir Panjal (Muntanyes dels Sants) és una serralada de Caixmir que separa aquest estat del Panjab. Corre entre Baramula en direcció nord-oest a sud-est, fins al pas de Nandan Sar; algun cims sobrepassens el 5000 metres d'altura. A la base s'hi troba Kokur.